# Erich Krahmer-Möllenberg
Erich Krahmer-Möllenberg (* 25. April 1882 in Goslar; † 22. Oktober 1942 im Fruška Gora) war ein deutscher Verwaltungsjurist.

## Leben
Er studierte an der Christian-Albrechts-Universität zu Kiel Rechtswissenschaft. 1902 wurde er Mitglied des Corps Saxonia Kiel. Nach den Examen ging er 1911 an das Amtsgericht Hildesheim, 1912 an die Landwirtschaftskammer Kiel und 1913 an die Reichsversicherungsanstalt für Angestellte in Berlin. 1915 wurde er Regierungsrat und Justitiar bei der Regierung in Bromberg. 1918 wechselte er als Hilfsreferent in das Preußische Innenministerium. Nach dem Ersten Weltkrieg war er bei der deutschen Kommission für den Waffenstillstand von Compiègne (1918) Referent für Polen. Am 31. Dezember 1919 auf Antrag aus dem Staatsdienst entlassen, wurde er 1920 Geschäftsführer des Interfraktionellen Ausschusses für Ostfragen des Reichstags. Er gründete und leitete zwanzig Jahre die Deutsche Stiftung, die die Zentralarbeitsgemeinschaft deutscher Parteien finanzierte. 1940 wurde er Leiter der Abteilung I (Grundsätzliches) und stellvertretender Leiter der Haupttreuhandstelle Ost. Die Technische Hochschule Danzig verlieh ihm 1929 die Ehrendoktorwürde als Dr. rer. techn. e. h. Mit 60 Jahren kam er bei einem Flugzeugabsturz im Fruška-Gora-Gebirge bei Bukovac/Kroatien ums Leben.